# Identitás és Demokrácia Párt
A Patrióták.eu (angol: Patriots.eu) (2019 és 2024 között: Identitás és Demokrácia Párt (angol: Identity and Democracy Party) (2014 és 2019 között: Mozgalom az Európai Nemzetekért és a Szabadságukért) (angol: Movement for a Europe of Nations and Freedom) egy európai szintű  nacionalista, jobboldali populista, és euroszkeptikus  párt, amit 2014-ben alapítottak. A párt frakciója a Patrióták Európáért az Európai Unió parlamentjében.

## Pártok
- Nemzeti Tömörülés - Franciaország.
- Osztrák Szabadságpárt - Ausztria.
- Északi Liga - Olaszország.
- Szabadság és Közvetlen Demokrácia - Csehország
- Új Jobboldali Kongresszus - Lengyelország